# So So Def Records
So So Def Recordings és una discogràfica amb seu a Atlanta, Estats Units, l'amo de la qual és el productor i raper Jermaine Dupri, especialitzat en Southern rap, R&B i bass music.
Jermaine va fundar el segell el 1994 com una joint venture amb Columbia Records, i la seva primera estrella va ser Da Brat. També comptava amb artistes com Dem Franchize Boyz, T Waters, SunNY, Xscape, The Ghost Town DJs, INOJ, Jagged Edge, Lil' Bow Wow, The Kid Slim, Young Capone, 3LW, J-Kwon i Anthony Hamilton.
El 2003, Dupri va ser nomenat president d'Arista Black Music i va traslladar So So Def a Arista Records i BMG. Bow Wow i Jagged Edge van haver de romandre a Columbia a causa dels seus contractes, però la resta es va mudar a Arista amb Dupri.
El 2004 Arista i LaFace Records es van fusionar amb Zomba Recording Group. Dupri va ser designat com a vicepresident executiu d'Urban Music a Virgin Records i So So Def es va haver de traslladar una altra vegada, en aquesta ocasió a Virgin Records i EMI, perdent a gent com BoneCrusher i YoungBloodZ, però va poder retenir a J-Kwon i Anthony Hamilton.
La plantilla actual de Sota Def consisteix principalment en Daz Dillinger, Da Brat, Dem Franchise Boyz, Anthony Hamilton, T Waters, SunNY, J-Kwon, Young Capone, and Johnta Austin.